# Il romanzo di Thelma Jordon
Il romanzo di Thelma Jordon (The File on Thelma Jordon) è un film noir del 1950 diretto da Robert Siodmak da una sceneggiatura di Ketti Frings, ed ha come protagonisti Barbara Stanwyck e Wendell Corey.

## Trama
Cleve Marshall, assistente del procuratore distrettuale Miles Scott, è un uomo dalla carriera brillante ed è sposato da cinque anni con due figli, ma è disilluso e stanco del suo matrimonio. Egli ama sì sua moglie, ma non sopporta le continue ingerenze e presenze assillanti in casa dei suoceri, che credono di poter decidere della sua vita e dei suoi comportamenti e l'atteggiamento remissivo della moglie nei confronti del padre.
Una sera, egli è ancora nel suo ufficio, è la festa per il compleanno della moglie, ma l'uomo si rifiuta di andare a casa per la consueta presenta dei suoceri che detesta. Nell'ufficio arriva Thelma Jordon, una giovane affascinante donna che aveva un appuntamento con Scott, ormai andato via. La donna gli racconta una storia di criminali e ladri di appartamento, mentre Cleve continua a bere ubriacandosi. L'uomo vede in Thelma una persona che lo ascolta, si recano in un locale e i due finiscono con l'avere una relazione clandestina.
Thelma è una donna misteriosa e Cleve non può far a meno di chiedersi se nasconda qualcosa. La donna abita con la vecchia e ricca zia, di cui si occupa assistendola. Quando questa viene trovata morta nella sua villa colpita da un'arma da fuoco, Thelma invece di chiamare la polizia chiama Cleve, che la aiuta a coprire le prove che potrebbero incriminarla, ma la donna, in seguito all'investigazione ufficiale, viene vista come prima sospettata del delitto, essendo l'erede universale delle facoltose sostanze della zia.
Cleve, ormai perdutamente innamorato di Thelma, è convinto della sua innocenza e riesce a farsi nominare pubblico ministero nel processo riuscendo a farla scagionare dall'accusa, addebitando la responsabilità dell'assassinio della povera vecchia ad uno sconosciuto, un certo "Mister X", le cui impronte (in effetti quelle di Cleve) sono state trovate nella villa.
Il passato della donna si ripresenta però prepotentemente quando Tony Laredo, un truffatore col quale Thelma aveva una relazione, va a trovarla in villa. Qui si scopre che Laredo e Thelma erano fin dal principio d'accordo nel derubare la zia dei suoi gioielli, ma malauguratamente Thelma era stata scoperta dalla vecchia signora mentre la donna apriva la cassaforte. ne era seguita una colluttazione, Thelma aveva strappato la rivoltella che la zia teneva in pugno e, nella concitazione del momento, perdendo la testa, le aveva sparato.
Cambiando così drasticamente lo scenario del colpo progettato, Cleve avrebbe dovuto essere il capro espiatorio del piano criminale che avrebbe garantito l'assoluzione di Thelma e l'eredita della vecchia zia, con cui i due sarebbero poi andati via.
Cleve è però innamorato della donna e prima che i due abbiano l'occasione di partire, si reca nella villa, scoprendo quindi la presenza di Tony e di come egli sia stato ingannato. In seguito ad un drammatico confronto a tre, minacciando Tony di denunciarlo e farlo arrestare, Cleve viene aggredito da questo e messo al tappeto.
Thelma e Tony fuggono quindi in auto, ma la donna viene presa dai sensi di colpa, nel suo cuore anche lei si è innamorata di Cleve e mentre l'uomo non parla altro che di soldi e di come spenderli, deridendo quello stupido sentimentale di Cleve, in uno scatto d'ira Thelma lo aggredisce ficcandogli l'accendisigari dell'auto negli occhi, perdendo il controllo, il mezzo va a schiantarsi in un burrone.
In seguito all'incidente, Tony muore mentre Thelma viene portata gravemente ferita in ospedale. Qui confessa tutto al procuratore distrettuale Scott, omettendo però il nome di "Mister X" e quindi il coinvolgimento di Cleve, che arrivato improvvisamente al capezzale della donna, viene lasciato da Scott solo con lei, la donna gli confessa che non avrebbe mai potuto fare il suo nome perché lo ama e muore davanti ai suoi occhi.
Scott, avendo ormai compreso che Mister X non è altri che Cleve, comunica al giovane affranto che purtroppo dovrà fare rapporto e che lui non potrà più esercitare la professione, Cleve gli risponde che egli ha già provveduto a comunicare le proprie dimissioni... si allontana poi non sapendo dove andare né cosa fare, forse un giorno troverà il coraggio di tornare dalla moglie.

## Distribuzione

### Data di uscita
Le date di uscita cinematografiche internazionali sono state:
- 18 gennaio 1950 negli Stati Uniti
- 18 maggio 1950 in Australia
- 16 ottobre 1950 in Svezia (X - filmen om en farlig kvinna)
- 24 novembre 1950 in Francia (La femme à l'écharpe pailletée)
- 11 maggio 1951 in Finlandia, (Tie lakia pakoon)
- 22 ottobre 1951 in Danimarca (Et skud i natten)
- 25 marzo 1952 in Germania ovest (Strafsache Thelma Jordon)
- 10 luglio 1953 in Portogallo (Duas Confissões)

## Accoglienza

### Critica
Quando uscì il film, lo staff di Variety ne lodò le qualità scrivendo: «Thelma Jordon si svolge come un interessante melodramma incentrato su una donna ambigua, raccontato con sobria emozione. La sceneggiatura (da una storia di Marty Holland) è molto diretta, fino alla conclusione forzata, e persino quella è rappresentata con successo a causa della compassione che si prova nei confronti del personaggio poco assennato e traviato, interpretato da Wendell Corey (...) La regia di Robert Siodmak fa spiccare molte scene dalla tensione estrema».
Il magazine Time Out scrisse del film: «Un bel film noir che funziona come una intricata ingegnosa variazione della situazione già vista ne La fiamma del peccato, ma che prende il suo tono, a differenza del film di Wilder, non da una Stanwick sfavillante sirena che flirta col proprio giusto castigo ("Giorno del giudizio, Jordon!"), ma dall'ordinario procuratore distrettuale che lei porta sull'orlo della distruzione».
Il New York Times, in una recensione del 1950, diede al film un giudizio contrastante, osservando che «Thelma Jordon anche se elegante, dai dialoghi maturi e con una recitazione intelligente, è un'opera stranamente esitante e a volte confusa».